# 1789

## Събития

### Април
- Джордж Вашингтон започва първата си година като президент на САЩ

### Май
- Започва Френската революция. На 5 май във Версай са открити заседанията на Генералните щати.

## Родени
- 26 февруари – Итън Ходжкинсън, английски инженер
- 16 март – Георг Ом, германски физик
- 6 юли – Мария-Изабела Бурбон-Испанска, кралица на Двете Сицилии
- 21 август – Огюстен Луи Коши, френски математик
- 15 септември – Джеймс Фенимор Купър, американски писател
- 21 юли – Васил Априлов, български просветен деец и книжовник

## Починали
- 21 януари – Пол-Анри Дитрих Холбах, френски писател
- 23 януари – Джон Клеланд, английски писател
- 7 април – Абдул Хамид I, султан на Османската империя
- 4 юни – Луи-Жозеф Ксавие Франсоа, дофин на Франция
- 15 август – Едуард Уоринг, британски математик